# Maeda Toshinaga
Maeda Toshinaga (前田利長 Maeda Toshinaga?,  1562-1614) fue un samurái y daimyō del dominio de Kaga durante inicios del periodo Edo en la historia de Japón. 
Toshinaga peleó contra Uesugi Kagekatsu durante la batalla de Sekigahara apoyando a Tokugawa Ieyasu, por lo que después de la victoria recibió un feudo de 215.000 koku que había pertenecido a su hermano Toshimasa, quien había apoyado a Ishida Mitsunari. Con esto Toshinaga se convirtió en el daimyō con más territorio, valuado en 1.250.000 koku exceptuando a Ieyasu.
Falleció en 1614 sin un heredero directo.